# Hispaniolanthus dolichopodus
Hispaniolanthus dolichopodus är en kaprisväxtart som först beskrevs av Helwig, och fick sitt nu gällande namn av Cornejo och Iltis. Hispaniolanthus dolichopodus ingår i släktet Hispaniolanthus och familjen kaprisväxter. Inga underarter finns listade i Catalogue of Life.